# Le Merzer
 Le Merzer  (en bretón Ar Merzher) es una población y comuna francesa, situada en la región de Bretaña, departamento de Côtes-d'Armor, en el distrito de Saint-Brieuc y cantón de Lanvollon.

## Demografía
| 633 | 608 | 540 | 700 | 715 | 799 |
| Para los censos de 1962 a 1999 la población legal corresponde a la población sin duplicidades (Fuente: INSEE [Consultar]) |     |     |     |     |     |